# شلادن
شلادن (به آلمانی: Schladen) یک منطقهٔ مسکونی در آلمان است که در Schladen-Werla واقع شده‌است. شلادن ۵٬۰۴۱ نفر جمعیت دارد.